# David Cassidy
David Bruce Cassidy (Nueva York, 12 de abril de 1950-Fort Lauderdale, Florida, 21 de noviembre de 2017), conocido como David Cassidy, fue un actor, cantante y compositor  estadounidense. Recordado por su papel como Keith Partridge, el hijo de Shirley Partridge (interpretado por su madrastra Shirley Jones), en la comedia musical The Partridge Family, se convirtió en uno de los ídolos adolescentes más famosos de la cultura pop de la década de 1970. Con posterioridad, desarrolló su carrera tanto en la actuación como en la música.

## Infancia
Cassidy nació en el Flower Fifth Avenue Hospital, en la Ciudad de Nueva York, hijo del cantante y actor Jack Cassidy y la actriz Evelyn Ward. Su padre tenía ascendencia irlandesa y  alemana, y su madre era de ascendencia mayormente americana colonial, junto con una herencia menor de irlandeses y suizos. Entre algunos de los antepasados de su madre se encontraban los fundadores de Newark, New Jersey.
Como sus padres viajaban frecuentemente, pasó sus primeros años criado por sus abuelos maternos, en un vecindario de clase media en West Orange, Nueva Jersey. En 1956, se enteró por los hijos de sus vecinos que sus padres llevaban divorciados más de dos años y no se lo habían dicho. Los padres de David habían decidido, dado que era pequeño, que sería mejor para su estabilidad emocional no discutirlo en ese momento. Por ello, habían continuado trabajando en diversas producciones teatrales, procurando que la vida en el hogar continuara siendo la misma.
En 1956 su padre se casó con la cantante y actriz Shirley Jones, y tuvo tres hermanos de padre: Shaun (1958), Patrick (1962) y Ryan Cassidy (1966). En 1968, tras concluir sus estudios de secundaria, David se mudó a la casa de Jack Cassidy y Shirley Jones en Irvington, Nueva York, donde residió con sus hermanos. David permaneció allí buscando fama como actor y músico, mientras trabajaba simultáneamente a medio tiempo en la sala de correos de una empresa textil. Se mudó cuando su carrera comenzó a florecer.
Al padre de Cassidy, Jack, se le atribuye el haber puesto a su hijo en contacto con su primer mánager. Después de firmar con Universal Studios en 1969, Jack le presentó a la excampeona de tenis de mesa y amiga suya Ruth Aarons, quien más tarde llegó a ser representante de talentos, dada su experiencia en teatro. Aarons había representado a Jack y Shirley Jones durante varios años antes, y más tarde representó al medio hermano de Cassidy, Shaun. Aarons se convirtió en una figura de autoridad y amiga íntima de Cassidy, y resultó ser la clave detrás de su éxito en la pantalla. Después de haber recibido un sueldo bajo de Screen Gems por su trabajo en The Partridge Family durante la primera temporada, Aarons descubrió una laguna en su contrato y lo renegoció en mejores términos, y por una duración de cuatro años, una rara estipulación para ese momento.

## Carrera interpretativa y musical
El 2 de enero de 1969, Cassidy hizo su debut profesional en el musical de Broadway The Fig Leaves Are Falling («Las hojas de la higuera están cayendo»). Solo se hicieron cuatro funciones, pero un director de casting lo vio y pidió a Cassidy que hiciera una prueba de pantalla. En 1969 se mudó a Los Ángeles.
Tras firmar con Universal Studios en 1969, Cassidy apareció en episodios de la serie de televisión Ironside, Marcus Welby, M.D., Adam-12 y Bonanza. En 1970, tomó el papel de Keith Partridge, hijo de Shirley Partridge, quien fue interpretada por la verdadera madrastra de Cassidy y directora de la serie, Shirley Jones. El creador de la serie The Partridge Family Bernard Slade y los productores Paul Junger Witt y Robert «Bob» Claver no se preocuparon por averiguar si Cassidy sería capaz de cantar, sabedores de que su apariencia andrógina bastaría para garantizar el éxito. Poco después de comenzar la producción, Cassidy convenció al productor de música Wes Farrell de que era lo suficientemente bueno y fue promovido a ser el cantante principal de las grabaciones del programa. Una vez que «I Think I Love You» se convirtió en un éxito, Cassidy comenzó también a trabajar en álbumes en solitario.
En el primer año, había producido su propio single, «Cherish» (del álbum del mismo título), que alcanzó el noveno lugar en los Estados Unidos, el número dos en el Reino Unido y el número uno en Australia y Nueva Zelanda. Comenzó a realizar giras que incluían canciones de The Partridge Family y sus propios éxitos. A pesar de que se esforzó por convertirse en un respetable músico de rock en la misma línea de Mick Jagger o Alice Cooper, su camino al estrellato lo llevó a las filas del ídolo adolescente, una marca que detestó posteriormente, cuando logró llegar a un acuerdo con sus comienzos de bubblegum pop.

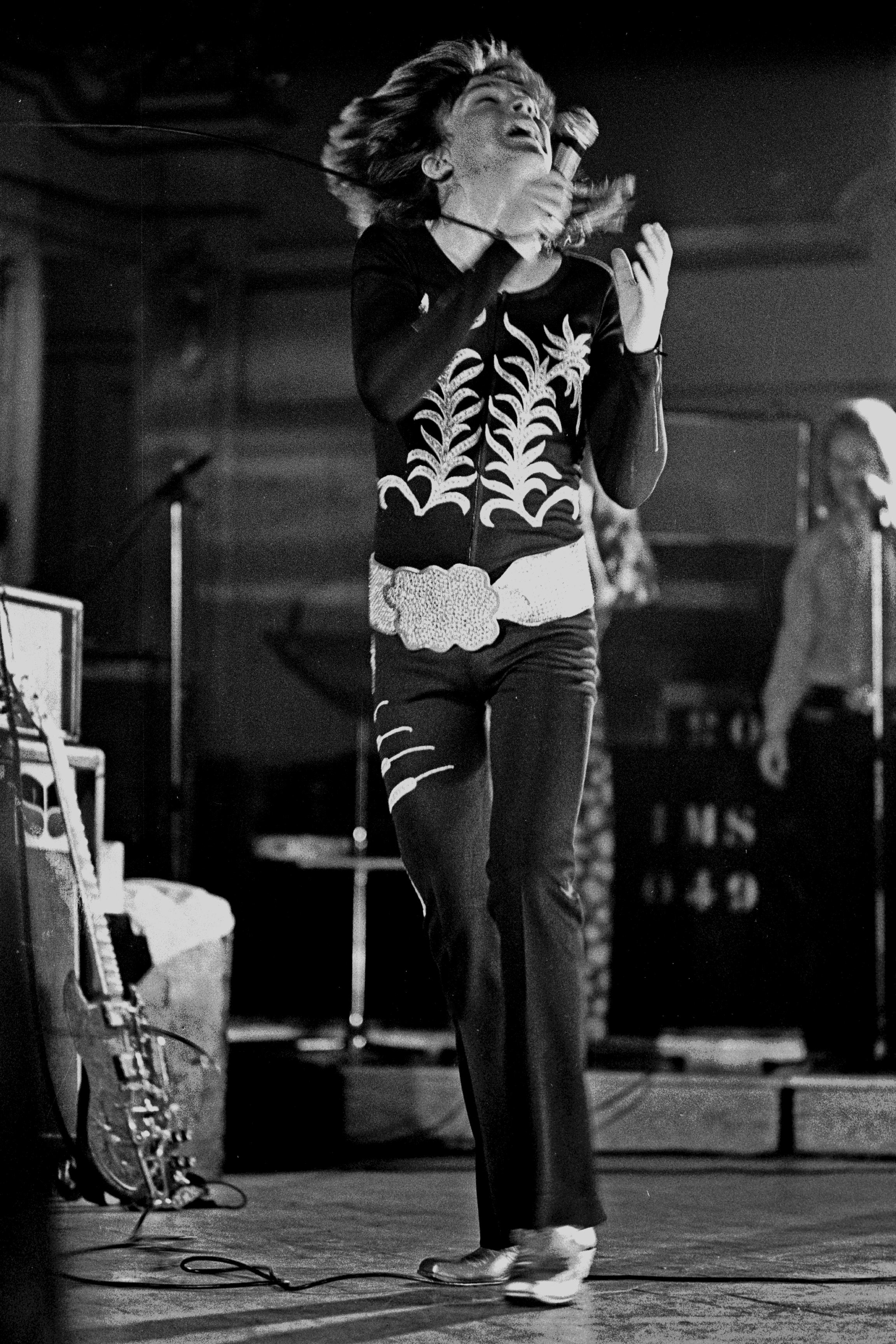
Cassidy actuando en Hamburgo, 1973.

Durante la emisión de la serie se llegaron a producir diez álbumes por The Partridge Family y cinco álbumes en solitario, y cada uno vendió más de un millón de ejemplares. A nivel internacional, la carrera en solitario de Cassidy eclipsó el ya fenomenal éxito de The Partridge Family. Se convirtió en un valor seguro con sus espectaculares éxitos con conciertos a público completo en importantes arenas alrededor del mundo. Estos conciertos produjeron histeria masiva, dando lugar a que los medios acuñaran el término «Cassidymania». A título de ejemplo, se presentó con dos conciertos de 56 000 asistentes cada uno en el Astrodome de Houston en Texas, durante un fin de semana en 1972. Las entradas para su concierto en el Madison Square Garden de Nueva York se agotaron en un día y hubo disturbios una vez finalizado el espectáculo. Sus conciertos en el Reino Unido se agotaron e incluyeron seis conciertos en el estadio de Wembley durante un fin de semana en 1973. En Australia, en 1974, la histeria en masa fue tal que se pidió que fuera deportado del país, especialmente después de la locura en uno de sus conciertos en el Melbourne Cricket Ground que tuvo una audiencia de 33 000 personas.
Un punto de inflexión en sus conciertos en vivo (mientras todavía estaba filmando The Partridge Family) fue una estampida en la puerta que mató a una adolescente. En un espectáculo en el Estadio de White City de Londres el 26 de mayo de 1974, cerca de 800 personas resultaron heridas en un ataque frente al escenario. Treinta fueron trasladadas al hospital y una de ellas, Bernadette Whelan, de 14 años, murió cuatro días más tarde en el Hammersmith Hospital de Londres sin recuperar el conocimiento después de que la emoción y la presión de la muchedumbre le provocaran un paro cardíaco preexistente. El espectáculo fue la penúltima fecha de una gira mundial. Cassidy, profundamente afectado, se enfrentó a la prensa, tratando de darle sentido a lo que había sucedido. Por respeto a la familia y para evitar convertir el funeral de la chica en un circo mediático, Cassidy no asistió al servicio, aunque habló con los padres de Whelan y envió flores. Cassidy declaró en ese momento que esto lo perseguiría hasta el día de su muerte.
A esas alturas, Cassidy había decidido dejar de hacer giras y actuar en The Partridge Family, concentrándose en la grabación y la composición de canciones. El éxito internacional continuó, sobre todo en Gran Bretaña, Alemania y Japón, cuando lanzó tres álbumes en solitario bien recibidos en RCA en 1975 y 1976. Cassidy se convirtió en el primer artista en tener un éxito con «I Write the Songs», nº 20 en Gran Bretaña, antes de que el tema se convirtiera en la canción insignia de Barry Manilow. La grabación de Cassidy fue producida por el autor-compositor de la canción, Bruce Johnston, de The Beach Boys.[cita requerida]
| «Fui explotado por la gente que me puso en la parte posterior de las cajas de cereales. Le pedí a mi ama de llaves que fuera a comprar un cierto tipo de cereal y cuando llegó a casa, había una enorme foto de mí en la parte de atrás. Ni siquiera podía desayunar sin ver mi cara.» —New Musical Express, Octubre de 1972. |

En 1978, Cassidy protagonizó el episodio de Police Story titulado «Una posibilidad de vivir», que le valió una nominación al Emmy. NBC creó un espectáculo basado en él, David Cassidy: Man Undercover, pero se canceló después de una temporada. Una década después la exitosa serie 21 Jump Street utilizó la misma trama, en la que diferentes policías de aspecto juvenil se infiltraban en una escuela secundaria.
En 1985, el éxito de su música continuó con el lanzamiento en solitario de «El Último Beso» (nº 6 en el Reino Unido), con coros vocales de George Michael, el cual se incluyó en el álbum Romance. Estos alcanzaron disco de oro en Europa y Australia, y Cassidy les apoyó con una gira en el Reino Unido, que dio lugar a la recopilación Greatest Hits Live de 1986. Michael citó a Cassidy como una importante influencia en su carrera y le entrevistó para el prestigioso Ritz Newspaper de David Litchfield.
Cassidy regresó al Top 40 en los Estados Unidos con su sencillo de 1990 «Lyin' to Myself», lanzado por Enigma Records. En 1998, tuvo un éxito en la música  contemporánea con «No Bridge I Wouldn't Cross» de su álbum Old Trick New Dog. Su álbum de 2001 «Then and Now»  fue platino internacionalmente y Cassidy llegó al top cinco en las listas del Reino Unido por primera vez desde 1974.[cita requerida]
En el año 2003 tuvo una participación en la serie de televisión Malcolm In The Middle, interpretando a Boone Vincent, un cantante famoso con letras, bailes y personalidad extravagante.[cita requerida]

### Enfermedad y muerte
El 20 de febrero de 2017, Cassidy anunció que padecía demencia, condición que su madre había sufrido hacia el final de sus días. Se retiró de la actuación a principios del 2017, cuando olvidó la letra de la canción que estaban ejecutando.
El 18 de noviembre de 2017 se anunció que fue hospitalizado y puesto en un coma inducido por fallo del hígado y riñones. Salió del coma dos días después y quedó en estado crítico pero estable. Los médicos esperaban mantenerlo en una condición crítica pero estable hasta encontrar un hígado adecuado para trasplante, pero murió por falla de hígado el 21 de noviembre de 2017, a la edad de 67 años.